# Heinrich Leuthold

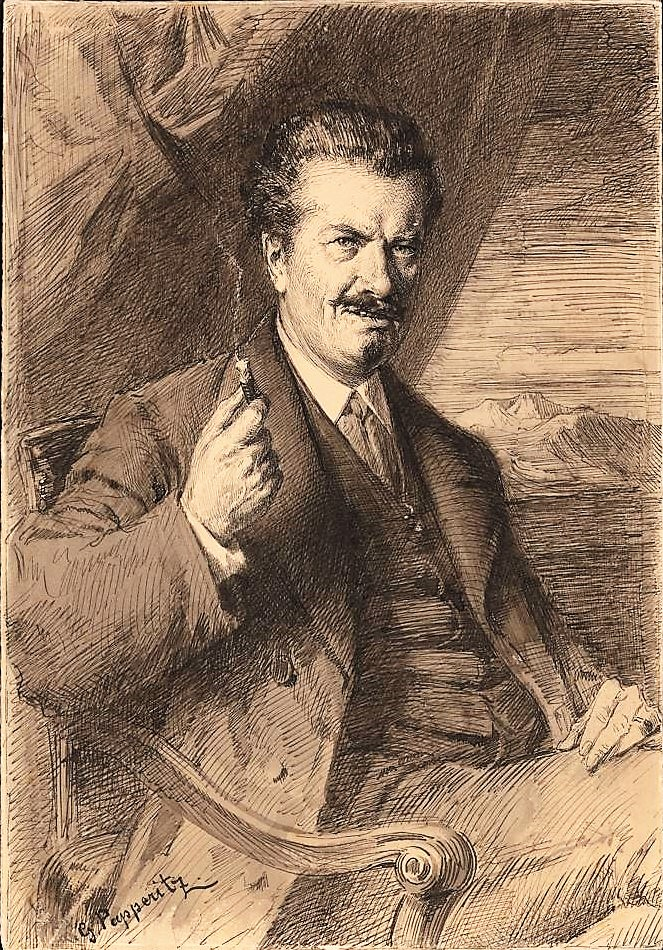
Friedrich Georg Papperitz: Porträt von Heinrich Leuthold, um 1900? (Zentralbibliothek Zürich)

Heinrich Leuthold (* 9. August 1827 in Wetzikon; † 1. Juli 1879 in Zürich) war ein Schweizer Dichter, Übersetzer und Journalist.

## Leben und Werk
Der Sohn eines Landarbeiters und Milchhändlers studierte Rechtswissenschaft an den Universitäten Zürich, Basel und Bern, u. a. bei Wilhelm Wackernagel und Jacob Burckhardt. Er brach das Studium ab und hielt sich in Südfrankreich, Italien und schliesslich in München auf, wo er zur Dichtergesellschaft Die Krokodile stieß. Er verkehrte dort unter anderem mit namhaften Dichtern wie Emanuel Geibel und Paul Heyse, litt aber unter dem mangelnden Zuspruch des Publikums zu seiner Dichtung. Ab 1865 lebte er dauernd in München, wo er auch als Journalist tätig war. 1879 verstarb er in der Zürcher Nervenheilanstalt Burghölzli, in die er 1876 wegen psychischer Probleme eingeliefert worden war.
Leuthold schuf vor allem Naturlyrik in der Tradition der deutschen Romantik und des Biedermeiers. Beeinflusst war Leuthold nach dem Urteil des Literaturhistorikers Peter von Matt besonders von Friedrich Hölderlin. Ausserdem verfasste er ein Epos (Penthesilea) und war als Redaktor und Übersetzer tätig.

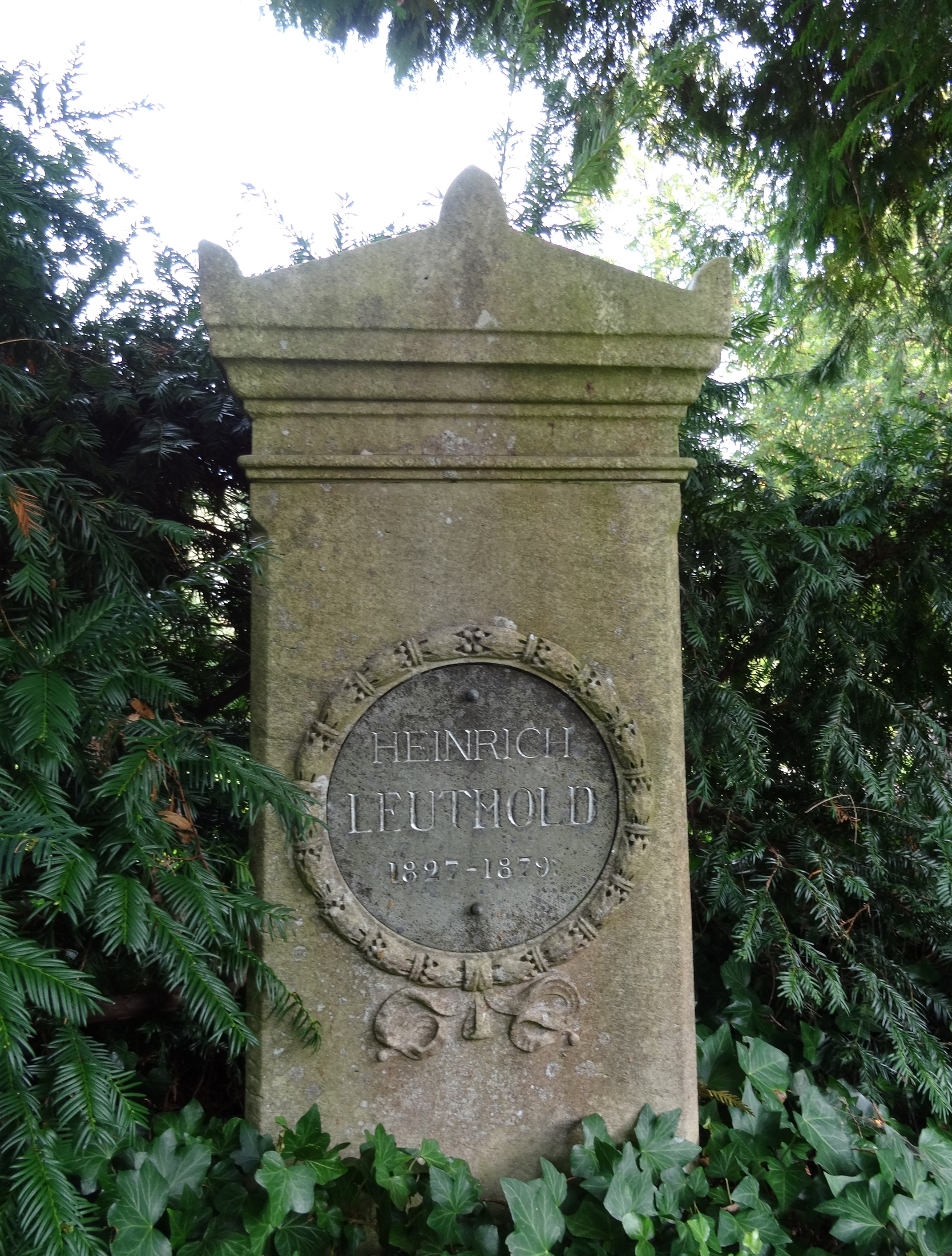
Grab, Friedhof Rehalp, Zürich

Heinrich Leuthold fand seine letzte Ruhestätte auf dem Zürcher Friedhof Rehalp.

## Werke
- Ausgewählte Gedichte. Mit sechs Original-Radierungen von August Frey. Hrsg.: Adolf Guggenbühl, Karl Hafner. Schweizer Spiegel Verlag, Zürich 1942.
- Penthesilea. Versepos in neun Gesängen. In: Gesammelte Dichtungen (siehe unten), Bd. 1, S. 313–381.
- Hannibal. Fragmentarisches Versepos in fünf Rhapsodien. In: Gesammelte Dichtungen (siehe unten), Bd. 1, S. 392–418.

Ausgaben
- Gedichte. Insel Verlag, Leipzig 1910.
- Gesammelte Dichtungen in drei Bänden. Eingeleitet und nach den Handschriften hrsg. von Gottfried Bohnenblust. 3 Bände. Huber, Frauenfeld 1914 (Digitalisat Band 1, Band 3)[1]